# Fabrice Santoro
Fabrice Santoro (Tahiti, 9 december 1972) is een voormalig Frans tennisser. Santoro speelde van 1989 tot en met 2010 proftennis. Hij won zes titels in het enkel- en 24 in het dubbelspel.
Santoro viel op door een onorthodoxe speelstijl, waarin veel aandacht was voor tactiek en met veel gevoel geslagen ballen. Dit sprak aan bij publiek en bij veel van zijn collega's (vandaar zijn bijnaam 'de Tovenaar', een bijnaam die ooit door Pete Sampras werd bedacht). Zijn speelstijl stelde sommige topspelers voor grote problemen, zo verzuchtte voormalig nummer 1 van de wereld en tweevoudig Grandslam-winnaar Marat Safin (2-7 tegen Santoro) ooit dat "als mij verteld werd dat ik tegen Santoro moest spelen, het was alsof mij verteld werd dat ik dood zou gaan."
Hoewel Santoro niet tot de topspelers werd gerekend, had hij een ongewoon lange profcarrière. Zijn beste ranking bereikte hij op 6 augustus 2001 (de 17e plaats). Maar doordat hij gedurende de jaren vrij constant presteerde, was hij bijvoorbeeld de enige speler in de geschiedenis die in vier decennia grandslamtoernooien speelde (voor het eerst op Roland Garros 1989, voor het laatst op de Australian Open 2010) en slaagde hij erin minimaal één keer te winnen van 18 verschillende spelers, die nummer 1 van de wereld zijn geweest.

## Palmares
| Legenda                       | Legenda               |
| ----------------------------- | --------------------- |
| Grand Slam                    |                       |
| Olympische Spelen             |                       |
| tot 2009                      | vanaf 2009            |
| Tennis Masters Cup            | ATP Finals            |
| ATP Masters Series            | ATP Tour Masters 1000 |
| ATP International Series Gold | ATP Tour 500          |
| ATP International Series      | ATP Tour 250          |

### Enkelspel
| Nr.              | Datum            | Toernooi      | Ondergrond    | Tegenstander in finale | Score               | Details |
| ---------------- | ---------------- | ------------- | ------------- | ---------------------- | ------------------- | ------- |
| Gewonnen finales |                  |               |               |                        |                     |         |
| 1.               | 13 oktober 1997  | ATP Lyon      | Tapijt (i)    | Tommy Haas             | 6-4, 6-4            | Details |
| 2.               | 1 februari 1999  | ATP Marseille | Hardcourt (i) | Arnaud Clément         | 6-3, 4-6, 6-4       | Details |
| 3.               | 3 januari 2000   | ATP Doha      | Hardcourt     | Rainer Schüttler       | 3-6, 7-5, 3-0, opg. | Details |
| 4.               | 25 februari 2002 | ATP Dubai     | Hardcourt     | Younes El Aynaoui      | 6-4, 2-6, 6-3       | Details |
| 5.               | 15 juli 2007     | ATP Newport   | Gras          | Nicolas Mahut          | 6-4, 6-4            | Details |
| 6.               | 13 juli 2008     | ATP Newport   | Gras          | Prakash Amritraj       | 6-3, 7-5            | Details |

## Prestatietabel
| Legenda | Legenda                          |
| ------- | -------------------------------- |
| g.t.    | geen toernooi gehouden           |
| l.c.    | lagere categorie                 |
| –       | niet deelgenomen                 |
| G       | uitgeschakeld in de groepsfase   |
| 1R      | uitgeschakeld in de eerste ronde |
| 2R      | uitgeschakeld in de tweede ronde |
| 3R      | uitgeschakeld in de derde ronde  |
| 4R      | uitgeschakeld in de vierde ronde |
| KF      | uitgeschakeld in de kwartfinale  |
| HF      | uitgeschakeld in de halve finale |
| F       | de finale verloren               |
| W       | het toernooi gewonnen            |
| w-v     | winst/verlies-balans             |

### Prestatietabel Grandslam, enkelspel
| Toernooi        | 1989 | 1990 | 1991 | 1992 | 1993 | 1994 | 1995 | 1996 | 1997 | 1998 | 1999 | 2000 | 2001 | 2002 | 2003 | 2004 | 2005 | 2006 | 2007 | 2008 | 2009 | 2010 |
| --------------- | ---- | ---- | ---- | ---- | ---- | ---- | ---- | ---- | ---- | ---- | ---- | ---- | ---- | ---- | ---- | ---- | ---- | ---- | ---- | ---- | ---- | ---- |
| Australian Open | –    | –    | 1R   | –    | 2R   | 3R   | 2R   | 1R   | –    | 3R   | 4R   | 1R   | 2R   | 1R   | 3R   | 2R   | 1R   | KF   | 3R   | 2R   | 3R   | 1R   |
| Roland Garros   | 1R   | 2R   | 4R   | 1R   | 1R   | 3R   | 1R   | –    | 1R   | 3R   | 1R   | 2R   | 4R   | 2R   | 2R   | 3R   | 1R   | 1R   | 1R   | 2R   | 1R   | –    |
| Wimbledon       | –    | 1R   | –    | –    | –    | –    | 1R   | –    | 1R   | –    | 2R   | 2R   | 3R   | 2R   | 2R   | 2R   | 2R   | 2R   | 2R   | 1R   | 2R   | –    |
| US Open         | –    | 3R   | 1R   | 2R   | 1R   | –    | 1R   | –    | 1R   | 3R   | 3R   | 1R   | 2R   | 1R   | 2R   | 3R   | 2R   | 1R   | 2R   | 1R   | 1R   | –    |

### Prestatietabel Grandslam, dubbelspel
| Toernooi        | 1990 | 1991 | 1992 | 1993 | 1994 | 1995 | 1996 | 1997 | 1998 | 1999 | 2000 | 2001 | 2002 | 2003 | 2004 | 2005 | 2006 | 2007 | 2008 | 2009 |
| --------------- | ---- | ---- | ---- | ---- | ---- | ---- | ---- | ---- | ---- | ---- | ---- | ---- | ---- | ---- | ---- | ---- | ---- | ---- | ---- | ---- |
| Australian Open | –    | –    | –    | –    | –    | –    | 2R   | –    | 3R   | 3R   | 1R   | 1R   | F    | W    | W    | KF   | 3R   | KF   | KF   | 1R   |
| Roland Garros   | 1R   | 1R   | 1R   | 1R   | 1R   | 3R   | –    | 3R   | –    | 2R   | 3R   | 2R   | 2R   | 3R   | F    | 2R   | 1R   | HF   | 1R   | 1R   |
| Wimbledon       | –    | –    | –    | –    | –    | –    | –    | 2R   | –    | HF   | 3R   | 2R   | 1R   | 3R   | –    | –    | F    | HF   | 1R   | 1R   |
| US Open         | –    | –    | –    | –    | –    | –    | –    | 1R   | 1R   | 2R   | 2R   | 1R   | 2R   | HF   | 2R   | 1R   | KF   | 1R   | –    | 2R   |